# 涂山镇 (剑阁县)
涂山镇，原为涂山乡，是中华人民共和国四川省广元市剑阁县下辖的一个乡镇级行政单位。2018年撤乡设镇。区划代码改为510823126。

## 行政区划
涂山镇下辖以下地区：
涂山村、太和村、苏维村、石剑村、罐铺村、东河村、大桥村、皇山村和迎新村。